# الأرض الطيبة (فلم)
الأرض الطيبة (بالإنجليزية: The Good Earth) هو فيلم دراما تم إنتاجه في الولايات المتحدة وصدر في سنة 1937.

## طاقم التمثيل
- بول ميوني
- لويز راينر

### ترشيحات وجوائز
| السنة | الحدث | الفئة             | النتيجة  |
| ----- | ----- | ----------------- | -------- |
|       |       | أوسكار أحسن ممثلة | فـــــوز |

## الميزانية والإيرادات
بلغت تكلفة إنتاج الفيلم حوالي 2,800,000 (estimated) دولار.

## روابط خارجية
- مقالات تستعمل روابط فنية بلا صلة مع ويكي بيانات